# Distretto di Lugela
Il distretto di Lugela è un distretto del Mozambico, facente parte della Provincia di Zambezia.